# Bulevardul Regele Carol I

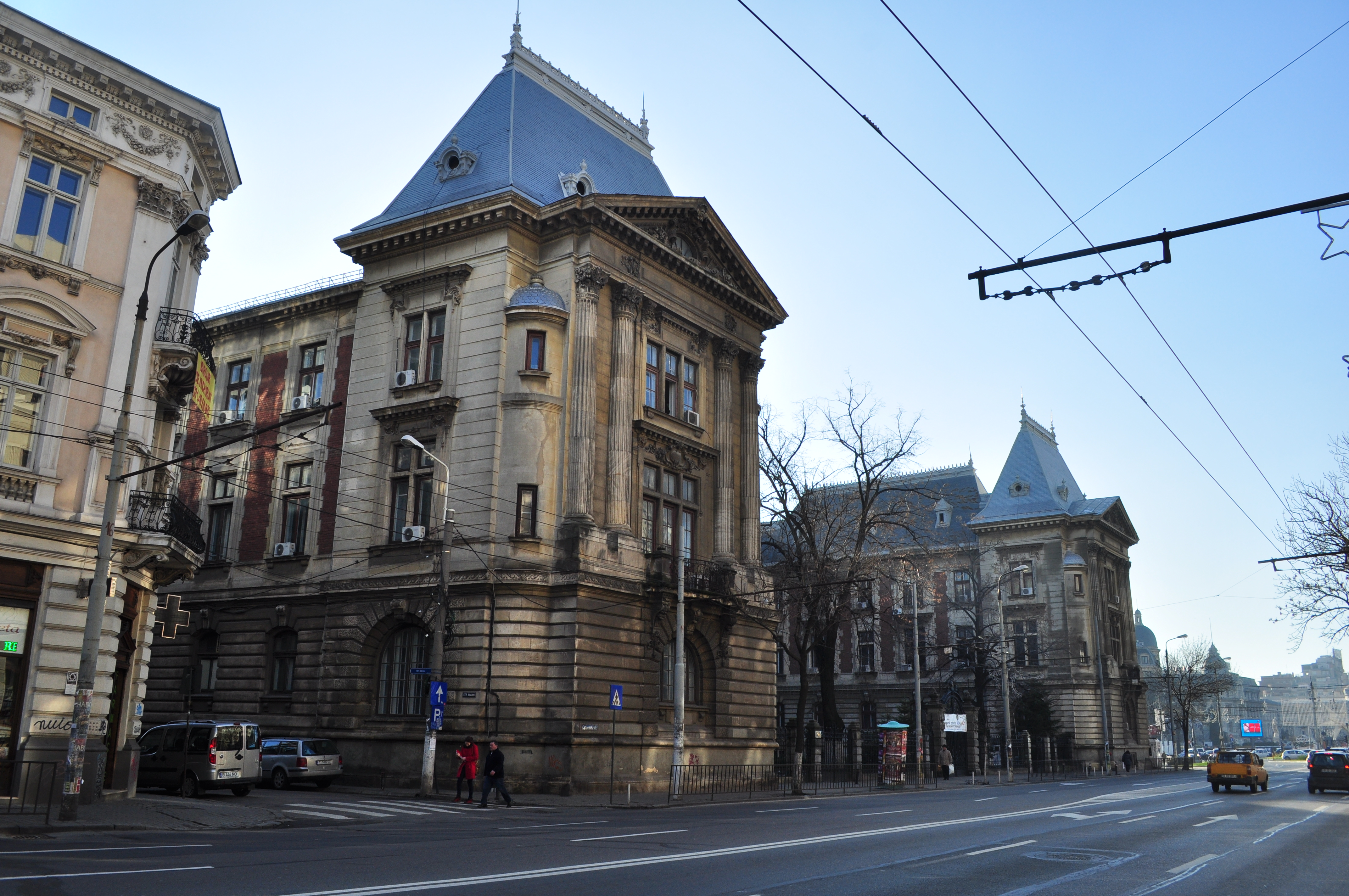
Bulevardul Carol I, în apropierea Pieței Universității, 2014

Bulevardul Carol I este o arteră din Sectorul 2 din București, ce pornește de la Piața Universității și se termină la Piața Pache Protopopescu. Se continuă cu Bulevardul Regina Elisabeta în vest, și cu Bulevardul Pache Protopopescu în est. La Piața C.A. Rosetti, se intersectează cu Bulevardul Hristo Botev. De asemenea se mai intersectează și cu Calea Moșilor. În perioada interbelică, au circulat și tramvaie, tramvaiul 14 și tramvaiul 24, în cele din urmă acestea au fost deviate, iar linia a fost scoasă. În timpul regimului comunist, bulevardul se numea Bulevardul Republicii.

## Clădiri și monumente
- Palatul Ministerului Agriculturii și Domeniilor
- Teatrul Foarte Mic
- Blocul Societatea „Astra Română“
- Biserica Armenească
- Piața C. A. Rosetti
- Monumentul lui C. A. Rosetti